# Station Lyngs
Station Lyngs is een spoorwegstation in Lyngs in de Deense  gemeente Struer. Het station ligt aan de lijn Struer - Thisted. Het stationsgebouw uit 1882 wordt niet meer gebruikt.
Het treinverkeer is beperkt. Naast 10 treinen per dag van Arriva passeren er dagelijks drie treinen van DSB. Stoppen gebeurt alleen op verzoek.